# Knoflík

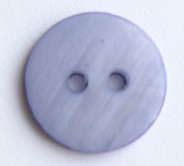
Jednoduchý knoflík

Knoflík je plochý předmět kruhového tvaru, který slouží ke spojení dvou částí oděvu, jeho kapsy, nebo tašky či pouzdra. Činí tak pomocí provléknutí svého těla (korpusu), přišitého k podkladu pomocí dvou nebo čtyř knoflíkových dírek dírkou zvoleného média. 

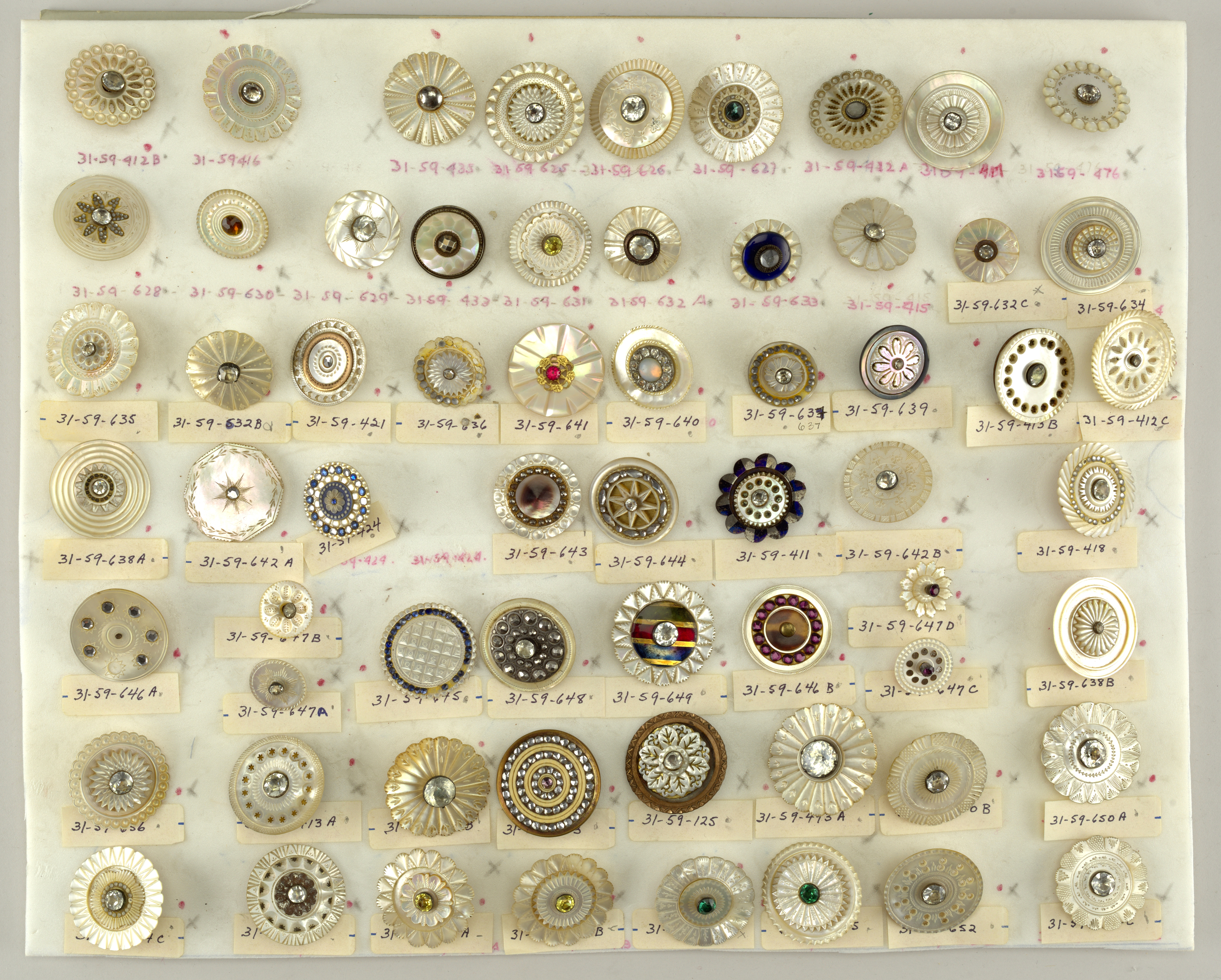
Perleťové knoflíky s rytými motivy, s ocelovou bižuterií nebo barevným sklem, Cooper-Hewitt Museum, před rokem 1916

Knoflík je převážně deskovité nebo kónické tělísko kruhového obrysu, které se většinou využívá v textilním průmyslu nebo v galanterii jako součást oděvu pro rozepínání a zapínání buď oděvu, nebo osobního či ložního prádla, ale také různých pouzder v textilní galanetrii. Může to být jen funkční, nebo (častěji) i dekorační až módní doplněk.
Knoflík bývá zhotoven z různých materiálů, od přírodních po ručně soustružené, hlazené (dřevo, kost, rohovina, lastury, kly, kokosovou skořápku, minerály  broušené a vrtané, (sklo nebo keramika. 
Nejčastější jsou to průmyslově zhotovené knoflíky, lisované ze skla nebo z plastů, dříve z bakelitu, galalitu či PVC). Po roce 1990 se k výrobě knoflíků nejčastěji začal používat tvrzený plast, dobře imitující jiné materiály.

## Historie
První zmínky o knoflíkách pocházejí z let 2800–2600 př. n. l. z Dálného Východu, z oblastí řeky Indus a doby bronzové v Číně (2000–1500 př. n. l.). Další jsou doloženy ze starověkého Řecka a Říma V Evropě se knoflíky užívají v odívání asi od 13. až 14. století.

## Označování velikosti
Velikost knoflíků se v poslední době i v Evropě označuje v tzv. mírách definovaných jako 1/40 palce (užívaného v USA), tj. 0,635 mm.
Obvyklé velikosti: 8, 10, 12, 14, 16, 18, 20, 22, 24, 26, 28, 30, 32, 36, 40, 44, 48, 52, 54, 60, 64.

## Rozdělení druhů knoflíků

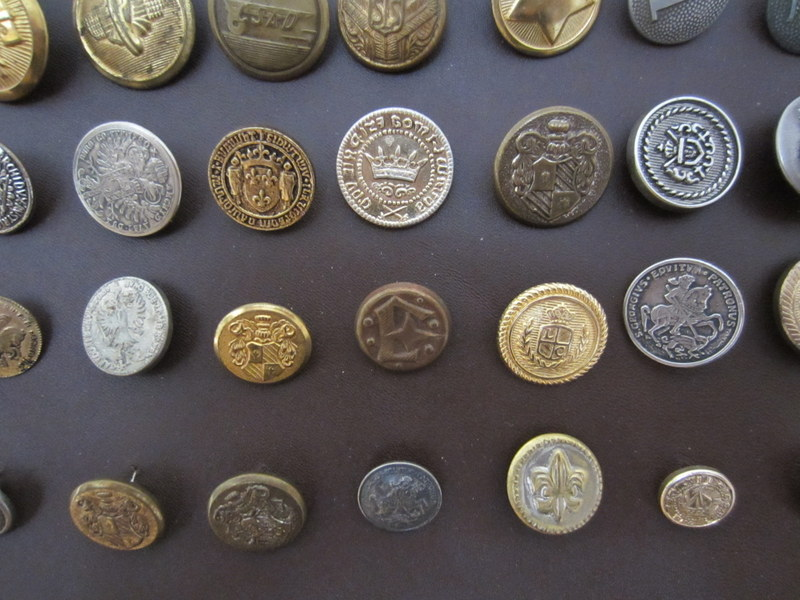
Knoflíky kovové

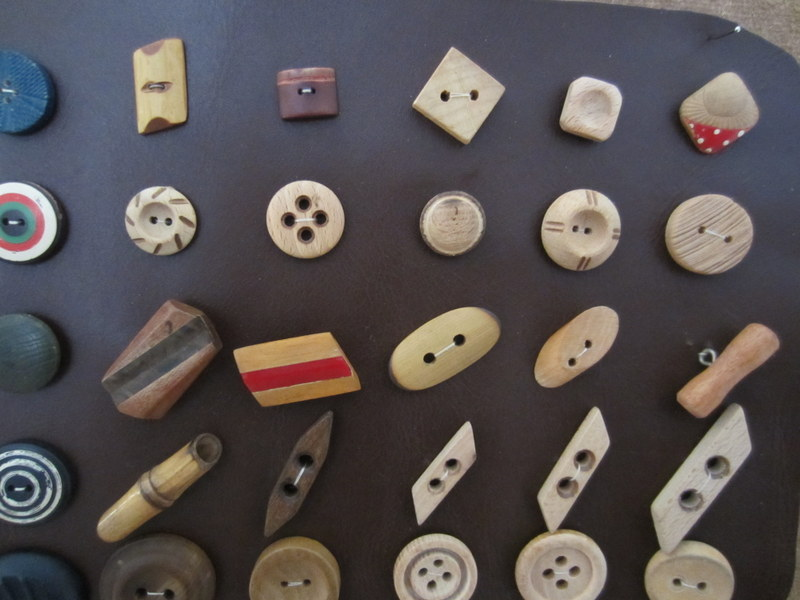
Dřevěné knoflíky

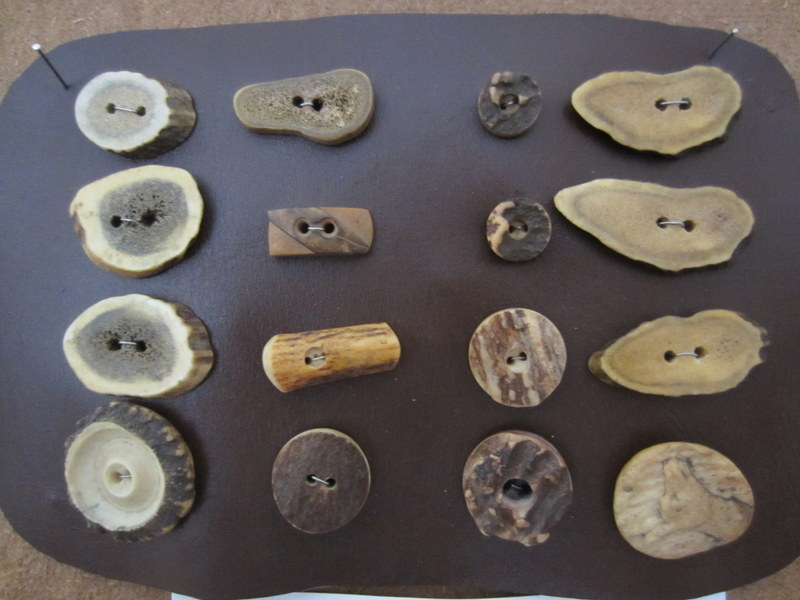
Knoflíky vyrobené z paroží

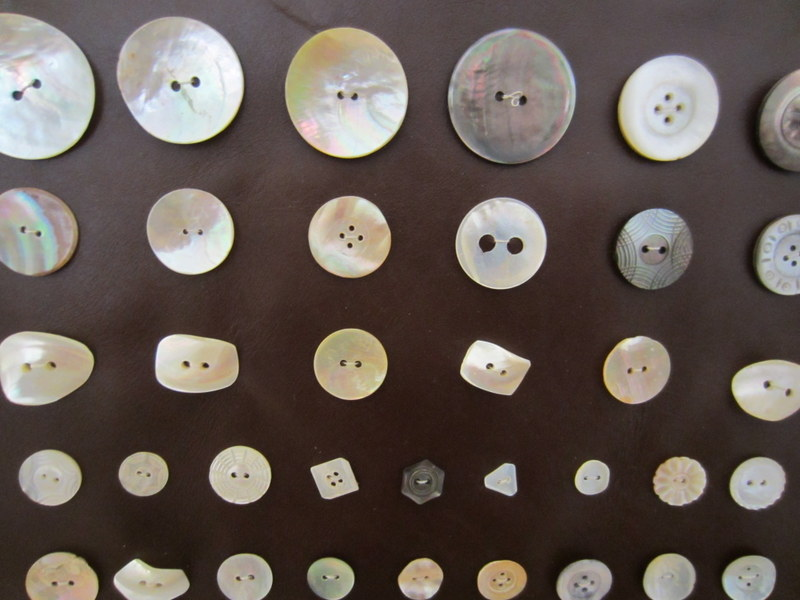
Knoflíky perleťové

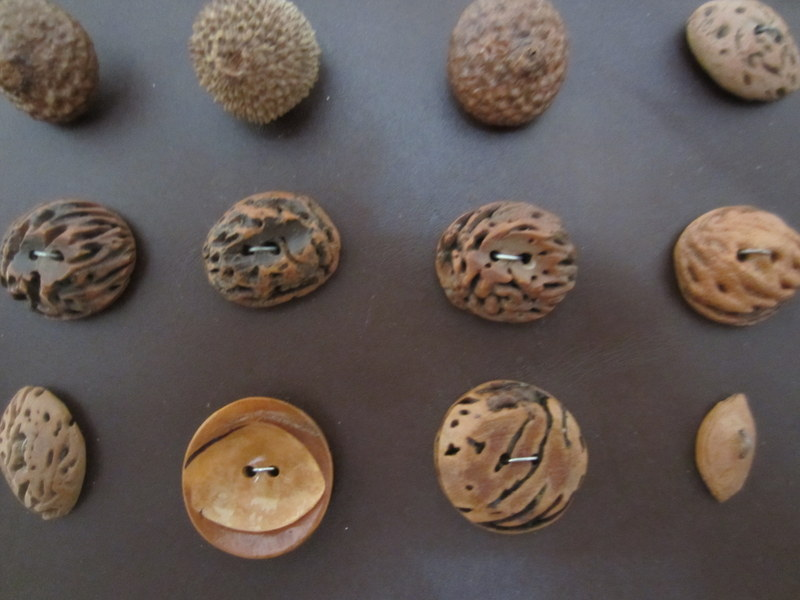
Knoflíky z pecek

#### Podle způsobu připevnění
- přišívací
- nýtovací

#### Podle materiálu
- přírodní (z perleti, dřevěné, z pecek či skořápek ořechů, kožené, skleněné, nitěné)
- syntetické (z umělé perleti, dříve celuloidové, z galalitu nebo bakelitové, plastové, vstřikované)
- z barevných kovů

#### Podle tvaru
- dírkové se dvěma nebo čtyřmi dírkami
- nitěné (loukoťové, věnečkové)
- tunélkové, ouškové
- gombíky

## Výroba knoflíků
Knoflíky se vyrábějí lisováním v lisech nebo kleštích, třískovým obráběním, litím do forem či vstřikováním. Důležité je, aby knoflík měl po obvodu hladký povrch a nedřel šitý materiál, stejně tak hladké okraje dírek nebo ouško gombíku, aby neodíralo nit.

#### Perleťové knoflíky
Surovinou k výrobě perleťových knoflíků je perleť z lastur nebo z ulit mlžů tropických moří i z říčních škeblí. Přírodní perleť tvoří uhličitan vápenatý, vzhled perleti je bělavý, stříbřitý, vrstevnatý, nepravidelný a může být i barevně kontrastní od stříbřitě bílé po tmavě hnědou, či nepravidelný (vlnkovitý, žíhaný). Knoflík mívá nerovný povrch, miskovitě prohnutý. Z perleti se vyráběly knoflíky, méně již ozdobné předměty (spony, rukojeti, kazety), odznaky, kalamáře aj.  Při výrobě knoflíků se perleť nejdříve vrtala, potom brousila, točila – knoflíkům se dával tvar či fazóna. Pak se dírkovaly, opalovaly, leštily a konečně našívaly na karty, tzn. na stříbrný nebo modře lakovaný papír. Našívaly se po tuctech (dvanácti kusech) nebo veletuctech (144 kusech). Našité knoflíky byly díky bělostnosti a perleťovému lesku velmi pěkné.
Práce perleťářů bývala namáhavá, většinou se vykonávala z dovezeného materiálu různých kvalit, na soustruzích poháněných šlapáním. Pouze málo dílen si později zařídilo pohon strojů motory naftovými nebo i elektrickými. Dírkování se provádělo na strojích podobných šicím strojům po dvou nebo čtyřech dírkách. Tuto práci a našívání knoflíků na karton obstarávaly ženy.
Výroba perleťových knoflíků i jiných perleťových předmětů se v českých zemích rozšířila kolem poloviny 19. století. Vyhlášení perleťáři byli v Žirovnici, kde řemeslo roku 1863 založil Josef Žampach s manželkou. Knoflíkáři se zde nazývali čamrdáři.  také v Ivanovicích na Hané. V městečku Předíně pracovali také barvíři, kteří knoflíky barvením (tónováním) přizpůsobili kůži a látkám, na něž se našívaly. 
Bylo tam několik perleťářských dílen, výrobu zavedl ke konci 19. století ve Vídni vyučený perleťář Jan Šilhavý. Vznikl tu dokonce Svaz perleťářů. Z Předína se dostali perleťáři i do sousedních Štěměch, kde vznikla první perleťářská dílna v roce 1898. V Předíně byla perleťářská výroba ukončena po roce 1992.

#### Třídění knoflíků
Velikost knoflíků se udává sudými čísly. Od nejmenších „osmiček“ (8 linií) postupně do 60 (linie viz výše). Obyčejné košilové knoflíky jsou „osmnáctky“ (18 linií) a mají v průměru asi 11,43 mm. Tvar knoflíků čili tvar fazon se značí jmény – parizky, ostré, misky, talířky, vulsty, khesle, přičemž záleží na vyhloubení středu i podoby okraje. Podle jakosti se knoflíky třídí na sedm druhů.

#### Další knoflíky
- Nitěné knoflíky se používají na ložní povlaky a na prádlo, dříve také na pracovní oděvy a dámské zástěry. Vyrábějí se navíjením příze na hladké zinkové kroužky. Podle provázání příze se dělí na loukoťové a věnečkové.
- Patentní zapínací knoflíky jsou vyráběny jako snímatelné nebo nesnímatelné. Mají různé povrchové úpravy. Používají se na sportovní oděvy, džínové oblečení atp.
- Nýtovací knoflíky se skládají ze čtyř dílů: dva pro vrchní díl a dva pro spodní díl textilie. Použitím nýtovacích knoflíků dosáhneme nerozebíratelného spojení. Nýtovací knoflíky jsou různé pro jemné a pro silné textilie.
- Stiskací knoflíky mají dva protikusy, které se musí na textilii přišívat. Klasické stiskací knoflíky KIN jsou vyrobeny z mosazi nebo niklu, popř. z plastu.
- Dřevěné knoflíky - soustružené a vrtané, někdy barevně mořené nebo/i lakované
- Olivky jsou podlouhlé knoflíky na zimní kabáty nebo bundy, dříve se zhotovovaly z rohoviny nebo parohoviny, 2-3 cm dlouhý konec parůžku je zabroušen a provrtán jedním otvorem, navléká se na kožené poutko nebo provázek. V současnosti se užívá umělá rohovina nebo soustružené dřevo.

## Sběratelé a sbírky knoflíků
Sběratelé knoflíků se v České republice sdružují v Klubu sběratelů kuriozit, účastní se jejich burz a bleších trhů, ale tvoří jen malou skupinu. Významné sbírky knoflíků bývají v uměleckoprůmyslových nebo regionálních muzeích, například:
- Muzeum knoflíkářství a perleťářství Žirovnice
- Muzeum skla a bižuterie v Jablonci nad Nisou (Waldesova sbírka knoflíků, Jindřich Waldes býval nazýván Knoflíkový král)[5]
- Deutsches Knopfmuseum, Bärnau, Německo - bývalé centrum výroby perleťových knoflíků v Horní falci, knoflíkářská firma je dosud činná
- Cooper-Hewitt Design Museum  New York (pobočka Smithsonova institutu)
- Walter Elwood Museum, New York
- Mattatuck Museum, Waterbury, Connecticut, USA[6]